# Международная ассоциация экономики энергетики
Международная ассоциация экономики энергетики (англ. International Association for Energy Economics, сокр. IAEE) — международное некоммерческое общество профессионалов, заинтересованных в экономике энергетики . IAEE была основана в 1977 году, в период энергетического кризиса, когда стало очевидно, что недостаток знаний в области экономики энергетики является одной из проблем при решении краткосрочных и долгосрочных вопросов спроса и предложения энергии. IAEE зарегистрирована в соответствии с законодательством США и имеет штаб-квартиру в Кливленде.
IAEE действует через Совет из 17 избранных и назначенных членов. Члены совета и должностные лица работают на добровольной основе.
IAEE публикует «The Energy Journal», политический журнал « Экономика энергетики и экологическая политика» и информационный бюллетень Форума МАГЭ.
IAEE насчитывает более 4500 членов по всему миру (более чем в 100 странах). В странах, где число членов превышает 25 человек, существует более 25 национальных отделений. Некоторые из регулярно действующих национальных отделений IAEE : USAEE — США; GEE — Германия; BIEE — Великобритания; AEE — Франция; AIEE — Италия.

## История
В середине-конце 1970-х годов, в эпоху после Уотергейтского скандала и нефтяного эмбарго в США, споры в области энергетики стали очень острыми и им не хватало большого экономического содержания. Джим Пламмер, недавно перешедший из федерального правительства в Occidental Petroleum, заметил, что в частной промышленности, в научных кругах и в правительстве есть талантливые экономисты-энергетики, но у этих экономистов-энергетиков нет возможностей встретиться или обменяться идеями в нейтральной среде, свободной от подозрений.
Джим Пламмер обратился в Американскую экономическую ассоциацию и попросил предоставить комнату для проведения организационной сессии на её собраниях в январе 1977 года в Нью-Йорке. Единственная комната, которую они имели в наличии, вмещала 125 человек. Пламмер не хотел, чтобы небольшая группа сидела в углу большой комнаты, поэтому он быстро предложил эту встречу многим экономистам-энергетикам. К его удивлению, к началу сессии сидячих мест не осталось.
Начальный взнос составлял 10 долларов, и чеки поступили первому казначею Ричарду Ричелсу. Количество участников быстро преодолело отметку в 300 человек и продолжало расти. В 1978 году Пламмер попросил Майка Тельсона собрать первое ежегодное собрание в июне 1979 года в Вашингтоне, в качестве старшего сотрудника Капитолийского холма в Комитете по энергетике дома. Это был естественный выбор, потому что его работа заключалась в том, чтобы знать, кто обладает знаниями в конкретных областях, в том числе и проблем энергетического характера.
Число людей с организационными обязанностями быстро росло, и в их число входили Билл Хьюз, Джой Данкерли, Билл Джонсон, Сэм Шурр, Денни Эллерман, Джоан Гринвуд, Фред Абель, Ричард Гордон, Милт Рассел, Билл Хоган, Уолтер Мид, Лес Деман и Деннис О’Брайен. Основным докладчиком на ежегодном собрании 1979 года в Вашингтоне выступил министр энергетики Джеймс Шлезингер.
Первым вице-президентом по публикациям был профессор Эд Эриксон из Университета штата Северная Каролина. С самого начала Совет хотел, чтобы у организации был либо собственный журнал, либо филиал с существующим журналом. Эриксон запросил предложения от существующих журналов, а также от университетов, которые могли бы принять новый журнал. Профессор Хельмут Франк из Университета Аризоны убедил свой университет субсидировать новый журнал. Это предложение было принято. Было много споров о потенциальных названиях для нового журнала. Эд Эриксон насильно лоббировал широкое имя, и его предложение для The Energy Journal было принято. Если Эд Эриксон должен считаться «основателем» The Energy Journal в смысле инициации его формирования, то Хельмут Франк, его основатель, должен считаться душой The Energy Journal. Он погрузился в эту роль с таким энтузиазмом и честностью, что продолжал вдохновлять всех тех, кто с тех пор был связан с журналом.
Сэм Шурр был первым избранным. Президент организации Джим Пламмер второй и профессор Моррис Адельман из Массачусетского технологического института третий. У Сэма Шурра из компании «Resources for the Future» была карьера и публикации, которые охватывали государственный сектор, научные круги и промышленность. Его престиж и поддержка сыграли важную роль в установлении авторитета организации в её первые годы.
Первоначально эта организация называлась Ассоциацией экономистов-энергетиков, но быстро приняла более широкое название Международной ассоциации экономистов-энергетиков. Наконец, в знак признания того, что в его состав вошли многие инженеры, физики, геологи и другие, которые не были формально экономистами, было расширено название Международной ассоциации энергетической экономики. Международная репутация профессора Морриса Адельмана помогла организации завоевать репутацию за пределами США. Среди канадцев, которые активно участвовали на раннем этапе, были Кэмпбелл Уоткинс из Университета Калгари и Леонард Уэйверман из Университета Торонто .
Желая «прыгнуть через Атлантику», Джим Пламмер использовал свои командировки в Лондон, чтобы развивать британских экономистов в области энергетики. Наиболее известными британскими экономистами в области энергетики были Джейн Картер, помощник министра охраны окружающей среды Министерства энергетики Великобритании, и Пол Темпест из Банка Англии. За ними быстро последовали Роберт Деам, Тони Сканлан, Ричард Иден, Дэвид Ньюбери, Роберт Мабро и многие другие. IAEE уже провело две международные конференции в Торонто и Калгари, но его международная конференция в Черчилль-колледже в Кембридже летом 1980 года действительно подтвердила свои международные полномочия. Пол Темпест был председателем этой конференции.
Поскольку IAEE распространилось по всему миру, помимо его первоначальных корней в США / Канаде / Великобритании, было много людей, которые обеспечивали поддержку и руководство, в том числе Кэнъити Мацуи, Алирио Парра, Мариано Гурфинкель, Ферейдун Фешараки и Р. К. Пачаури.
Сегодня в IAEE входят более 100 стран и 27 организованных членских организаций. Он проводит несколько конференций каждый год в городах по всему миру. IAEE гордится тем, что является местом, где молодые экономисты-энергетики могут быстро узнать о литературе и людских источниках в каждой области энергетической экономики, а также получить наставничество от экономистов-энергетиков с многолетним опытом.

## Публикации
Международная ассоциация экономики энергетики издаёт три издания в течение года:
- «The Energy Journal», ежеквартальное академическое издание;
- «Economics of Energy & Environmental Policy», полугодовое издание;
- «Energy Forum».

## Конференции
На конференциях IAEE рассматриваются критические вопросы, которые имеют жизненно важное значение для правительств и отраслей промышленности. Конференции являются своеобразным форумом, на котором представляются, рассматриваются и обсуждаются различные вопросы. Формат конференции включает как официальные заседания, так и на неформальные социальные мероприятия.
IAEE обычно проводит пять конференций каждый год. Основной ежегодной конференцией для IAEE является Международная конференция IAEE, которая проводится в разных местах по всему миру. С 1996 года эти конференции проводятся (или будут проводиться) в следующих городах:
- 2018 — Гронинген, Нидерланды;
- 2017 — Сингапур;
- 2016 — Берген, Норвегия;
- 2015 — Анталия, Турция;
- 2014 — Нью-Йорк, США;
- 2013 — Тэгу, Южная Корея
- 2012 — Перт, Австралия (35-е место);
- 2011 — Стокгольм, Швеция;
- 2010 — Рио, Бразилия;
- 2009 — Сан-Франциско, США;
- 2008 — Стамбул, Турция;
- 2007 — Веллингтон, Новая Зеландия;
- 2006 — Потсдам, Германия;
- 2005 — Тайбэй, Китай (Тайбэй);
- 2003 — Прага, Чешская Республика;
- 2002 — Абердин, Шотландия;
- 2001 — Хьюстон, Техас;
- 2000 — Сидней, Австралия;
- 1999 — Рим, Италия;
- 1998 — Квебек, Канада;
- 1997 — Нью-Дели, Индия;
- 1996 — Будапешт, Венгрия.

Другие ежегодные конференции IAEE — Североамериканская конференция Европейская конференция.

## Присуждаемые в IAEE премии
Непосредственный президент Ассоциации ежегодно возглавляет комитет по присуждению наград, который отбирает получателей наград.
- Выдающийся вклад в профессию;
- Выдающиеся вклады в IAEE;
- Премия за лучшую работу в The Energy Journal Campbell Watkins;
- Премия за лучшую работу в Economics of Energy & Environmental Policy;
- Премия журналистики.